# Keilhaue
Eine Keilhaue (österr.: Bergeisen) ist ein bergmännisches Werkzeug, ein Teil des Gezähes. Es handelt sich um eine in der Regel einseitige Spitzhacke, die zum Lösen von gebrächem (lockerem, weichen) Gestein verwendet wird. Doppelseitige Keilhauen existieren, werden aber Flügeleisen genannt. Letztere können auf den ersten Blick mit einer Kreuzhacke verwechselt werden, unterscheiden sich von dieser jedoch durch die Ausführung mit zwei Spitzen anstelle einer Kombination aus Spitz- und Breithacke.
Keilhauen im früheren Bergbau, also etwa bis Mitte des 20. Jahrhunderts, waren kleiner als korrespondierende Feldhacken, die bei der Feld- und Bauarbeit über Tage eingesetzt wurden. Der Grund dafür lag in den beengten Platzverhältnissen unter Tage. Aus diesem Grund haben sich die Flügeleisen nicht flächendeckend durchsetzen können, da die abgewandte Spitze beim Ausholen gegen die Firste oder den Stoß schlagen bzw. im Holzausbau steckenbleiben konnte.
Keilhauen werden auch im modernen, weitgehend mechanisierten Bergbau noch verwendet, dort aber nicht mehr bei der Gewinnungsarbeit, sondern hauptsächlich bei Nebenarbeiten. Aufgrund der – bedingt durch die großen Bergbaumaschinen – wesentlich größeren Streckenquerschnitte sind moderne Keilhauen nicht mehr kleiner als entsprechende Kreuzhacken.

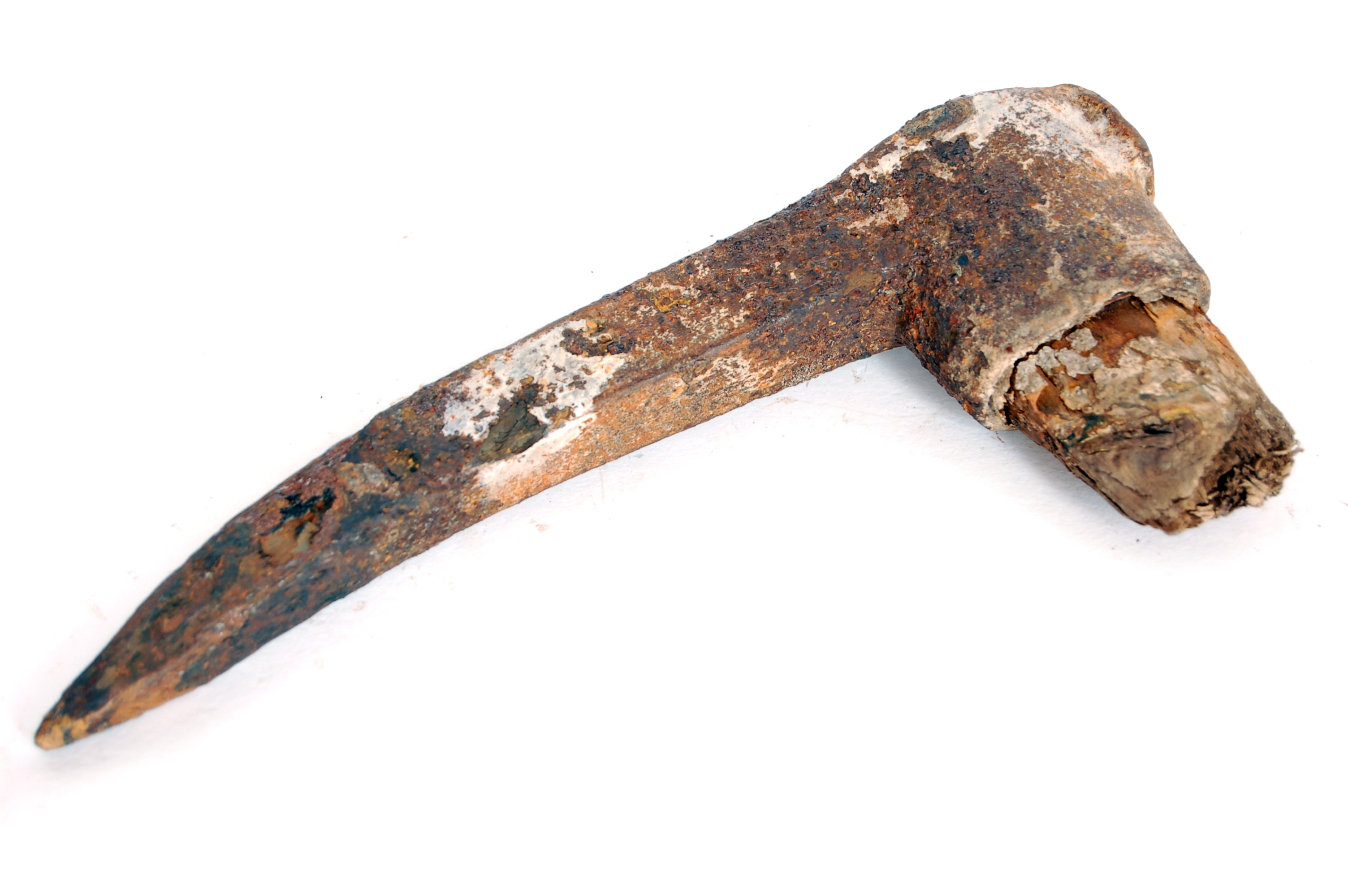
Alte Keilhaue
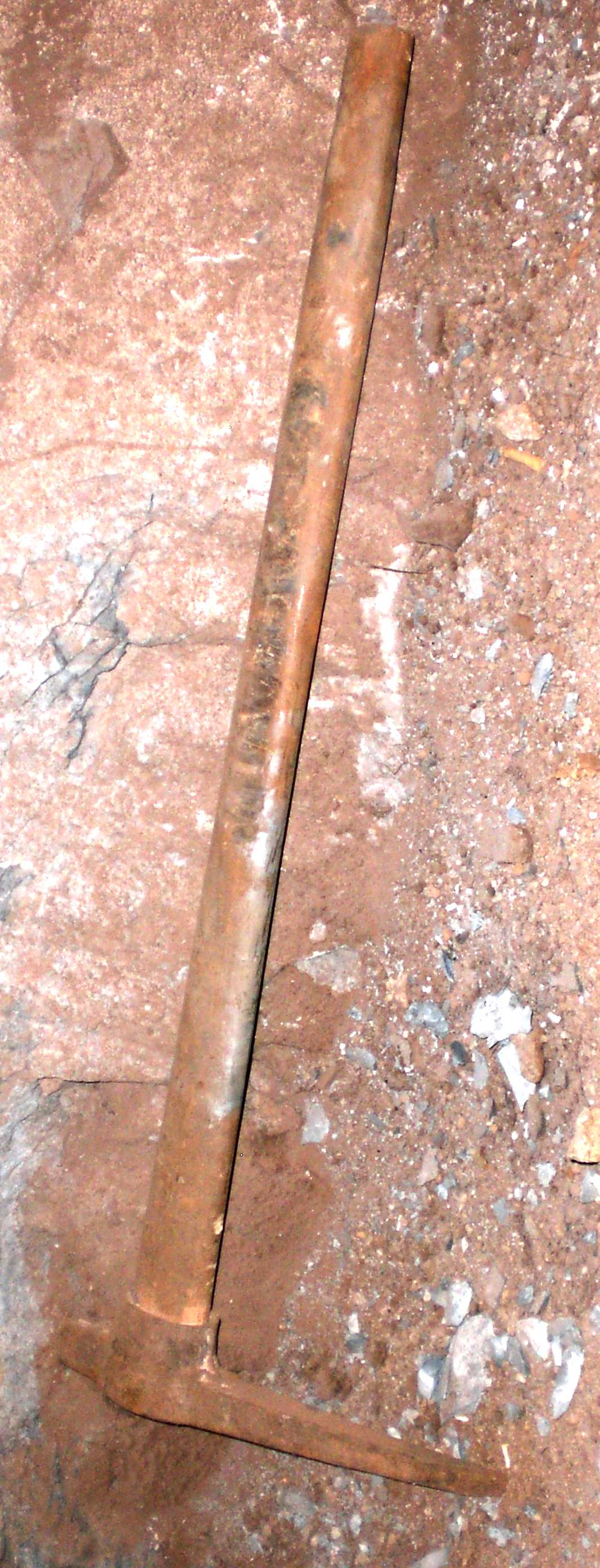
Moderne Keilhaue
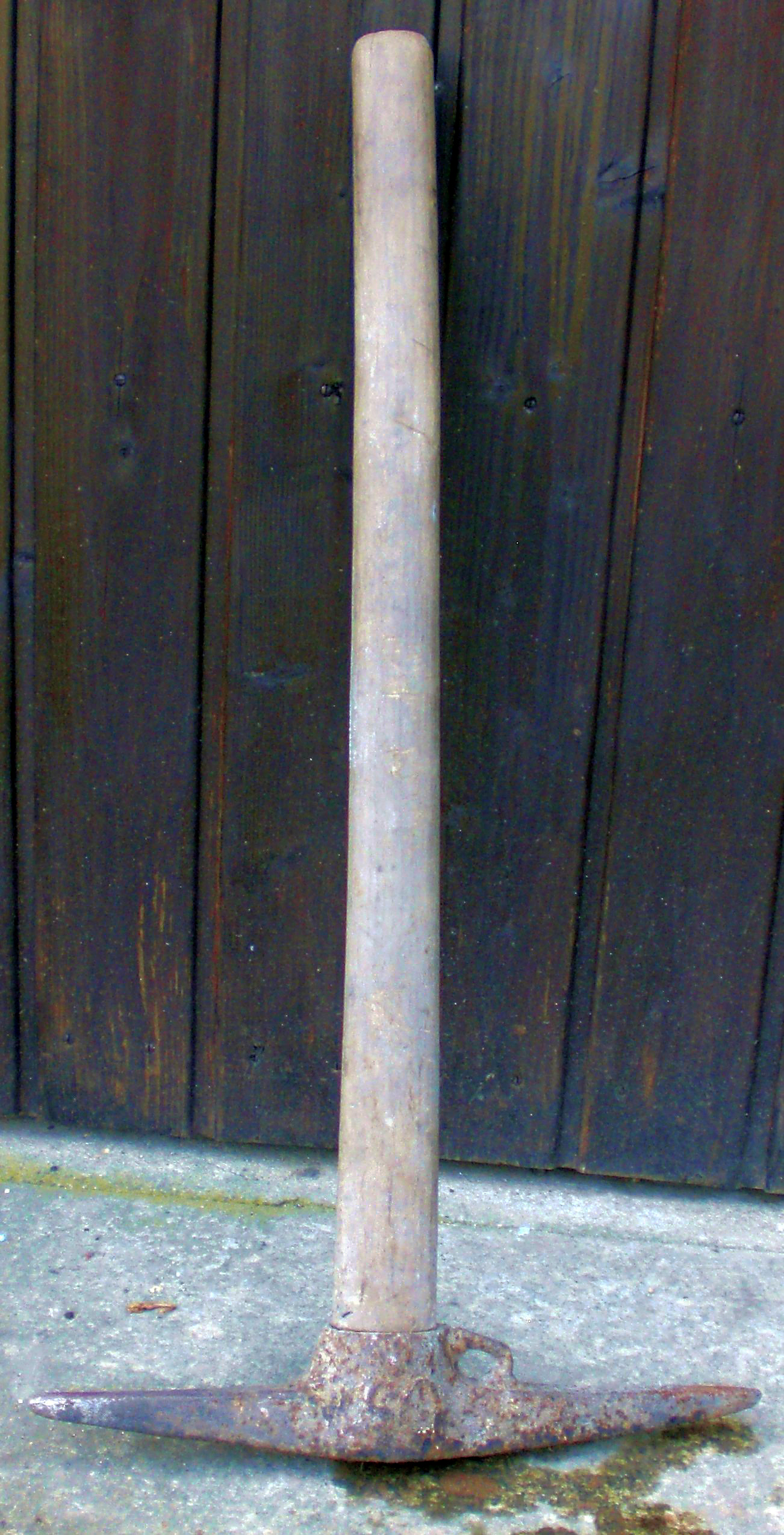
Doppelkeilhaue („Flügeleisen“)
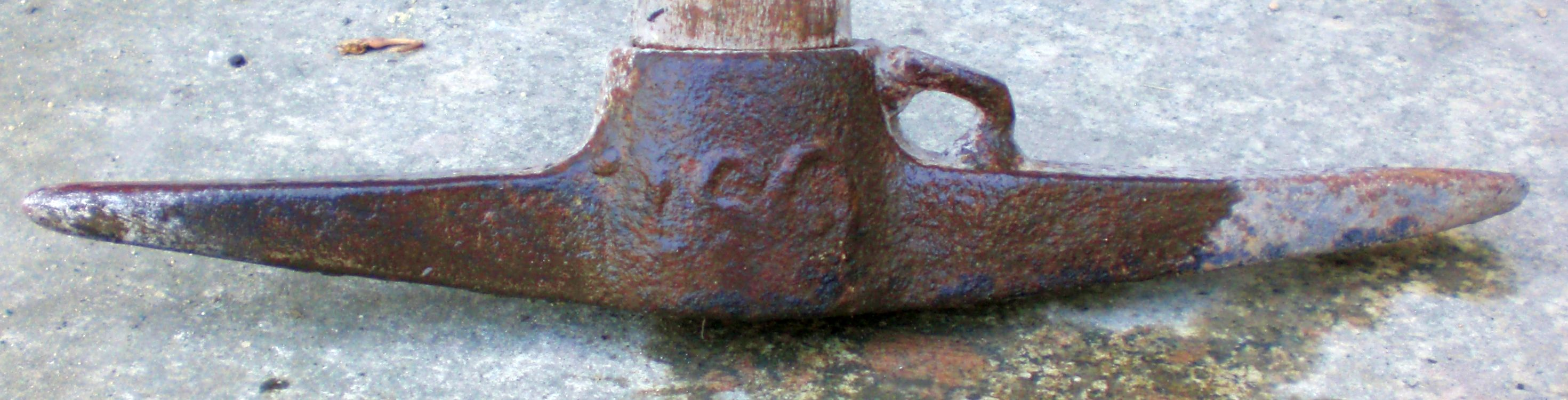
Doppelkeilhaue („Flügeleisen“, Detail mit Auge für den Gezähering und persönlicher Nummer des Bergmanns)